# Susanne Lothar
Susanne Lothar (Hamburgo, Alemania Occidental, 15 de noviembre de 1960 – Berlín, Alemania, 21 de julio de 2012) fue una actriz alemana.
Lothar era hija de los actores Hanns Lothar y Andree Ingrid que se divorciaron en 1965 (el año antes del fallecimiento de Hanns). Estudió arte dramático en la Hochschule für Theater und Musik (Escuela de Teatro y Música) en Hamburgo. Fue miembro de la compañía de la Deutsches Schauspielhaus de Hamburgo durante muchos años, actuando, entre otras, en Lulu juega de Frank Wedekind, Erdgeist (Espíritu de la Tierra) y Die Büchse der Pandora (La caja de Pandora) en una producción de Peter Zadek.
Por su primera película, Strange (Eisenhans), recibió en 1983 el Premio Alemán de Cine Federal. Con Ulrich Mühe apareció como la esposa víctima en la versión original de Funny Games de Michael Haneke en 1997. Lothar volvió a trabajar con Haneke, como la Sra. Schober, en La pianista y en La cinta blanca.
Sus películas La cinta blanca de 2009, La pianista de 2001, y Funny Games 1997 se presentaron en el Festival de Cine de Cannes.
Estaba casada desde 1997 con el actor Ulrich Mühe, que murió en 2007 de un cáncer de estómago. Tuvieron dos hijos. Falleció el 21 de julio de 2012.

## Filmografía
- Anna Karenina (2012)
- Si no nosotros, ¿quién? (2011)
- La cinta blanca (2009)
- Fleisch ist mein Gemüse (2008)
- The Reader (2008)
- Madonnas (2007)
- Under the Ice (2006)
- Snowland (2005)
- La pianista (2001)
- Das Schloß (1997)[2]
- Funny Games (1997)
- La montaña (1991)